# 메발론산 경로

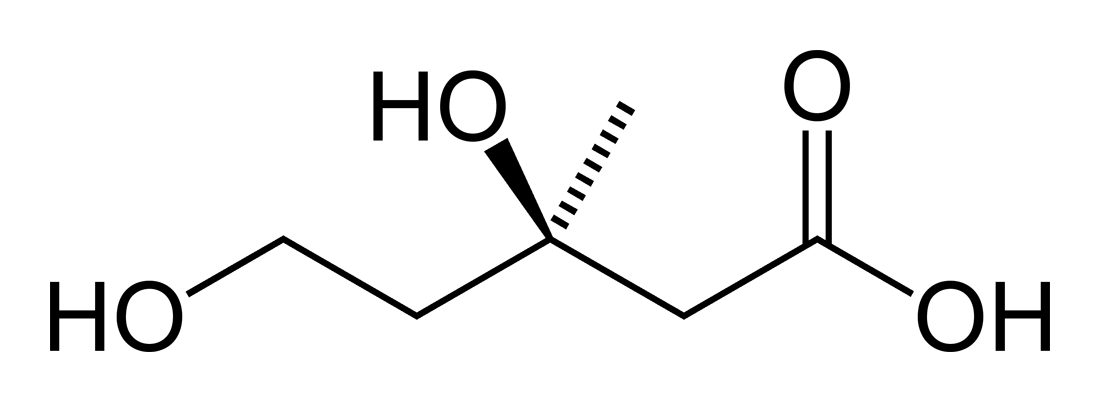
메발론산의 구조

메발론산 경로(영어: mevalonate pathway) 또는 아이소프레노이드 경로(영어: isoprenoid pathway) 또는 HMG-CoA 환원효소 경로(영어: HMG-CoA reductase pathway)는 진핵생물, 고균 및 일부 세균에 존재하는 필수적인 대사 경로이다. 메발론산 경로는 아이소펜테닐 피로인산(IPP)과 다이메틸알릴 피로인산(DMAPP)이라고 불리는 2가지 5탄소 대사 중간생성물을 생성하며, 이들 물질들은 아이소프레노이드를 만드는데 사용된다. 아이소프레노이드는 콜레스테롤, 헴, 비타민 K, 조효소 Q10 및 모든 스테로이드 호르몬들과 같은 30,000가지가 넘는 다양한 생체분자들을 총칭한다.
메발론산 경로는 아세틸-CoA에서부터 시작해서 아이소펜테닐 피로인산과 다이메틸알릴 피로인산의 생성으로 끝난다. 콜레스테롤 합성 저해제인 스타틴은 메발론산 경로(메발로네이트 경로)내에서 HMG-CoA 환원효소(HMG-CoA reductase)를 억제한다.

## 개요
메발론산 경로의 전체적인 개요는 다음의 그림과 같다.
|  |

## 아세틸-CoA로부터 메발론산의 생성
메발론산 경로는 진핵생물, 고균, 세균에서 모두 같은 방식으로 시작된다. 메발론산 경로의 유일한 탄소 공급원은 아세틸-CoA이다. 첫 번째 단계는 싸이올레이스에 의해 2분자의 아세틸-CoA를 축합시켜 아세토아세틸-CoA를 생성하는 것이다. 이어서 아세토아세틸-CoA와 아세틸-CoA가 HMG-CoA 생성효소에 의해 축합되어 β-하이드록시 β-메틸글루타릴-CoA(HMG-CoA)를 형성하는 반응이 일어난다. 다음으로 HMG-CoA 환원효소에 의한 HMG-CoA의 환원으로 메발론산을 생성한다.

## 메발론산으로부터 활성화된 아이소프렌 단위로의 전환
메발론산을 아이소펜테닐 피로인산(IPP)과 다이메틸알릴 피로인산(DMAPP)으로 전환시키는 경로에는 3가지 종류가 있다. 진핵생물에서는 메발론산의 5번 탄소의 하이드록시기에서 두 번 인산화되고 탈카복실화되어 아이소펜테닐 피로인산이 생성된다. 할로페락스 볼카니(Haloferax volcanii)와 같은 일부 고균에서 메발론산은 5번 탄소의 하이드록시기에서 한 번 인산화되고, 탈카복실화되어 아이소펜테닐 인산(IP)을 생성하고, 이 후에 다시 인산화되어 아이소펜테닐 피로인산(IPP)을 생성한다(고균의 메발론산 경로 I). 테르모플라스마 아치도필룸(Thermoplasma acidophilum)에서 발견된 고균의 또 다른 메발론산 경로는 메발론산의 3번 탄소의 하이드록시기에서 인산화된 다음, 5번 탄소의 하이드록시기에서 인산화된다. 이러한 결과로 생성되는 대사산물인 메발론산 3,5-이중인산은 탈카복실화되어 아이소펜테닐 인산(IP)이 된 다음, 인산화되어 아이소펜테닐 피로인산(IPP)을 생성한다(고균의 메발론산 경로 II).

## 조절 및 피드백
몇몇 핵심 효소들은 스테롤 조절요소 결합 단백질(SREBP)의 활성화에 대한 DNA 전사 조절을 통해 활성화될 수 있다. 이러한 세포 내 센서는 낮은 콜레스테롤 수치를 감지하여 메발론산 경로에 의한 내인성 생성을 자극할 뿐만 아니라 LDL 수용체를 상향 조절함으로써 지질단백질의 흡수를 증가시킨다. 또한 메발론산 경로의 조절은 mRNA의 번역 속도, 환원효소의 분해 및 인산화를 조절함으로써 달성된다.

## 약리학
많은 약물들이 메발론산 경로를 표적으로 삼는다.
- 스타틴 (콜레스테롤 수치를 감소시키기 위해 사용됨)
- 비스포스포네이트 (다양한 퇴행성 뼈질환의 치료에 사용됨)

## 질병
메발론산 경로에 영향을 미치는 질환들은 다음과 같다.
- 메발론산 키네이스 결핍증
  - 메발론산뇨증
  - 면역글로불린 D 증후군 (HIDS)

## 대체 경로
식물, 대부분의 세균, 말라리아 원충과 같은 일부 원생동물들은 비메발론산 경로라고 불리는 대체 경로를 사용하여 아이소프레노이드들을 생성할 수 있다. 메발론산 경로와 비메발론산 경로의 생성물은 둘 다 아이소펜테닐 피로인산(IPP)과 다이메틸알릴 피로인산(DMAPP)으로 동일하지만, 아세틸-CoA를 아이소펜테닐 피로인산으로 전환시키는 효소 반응은 완전히 다르다. 고등 식물에서 비메발론산 경로는 색소체에 존재하며, 메발론산 경로는 세포질에 존재한다. 비메발론산 경로를 가지고 있는 세균의 예로는 대장균 및 결핵균과 같은 병원균이 있다.

## 효소 반응
| 효소                               | 반응 | 설명 |
| ---------------------------------- | ---- | --- |
| 싸이올레이스                       |      | 아세틸-CoA는 또 다른 아세틸-CoA 분자와 축합하여 아세토아세틸-CoA를 생성한다.                                                                              |
| HMG-CoA 생성효소                   |      | 아세토아세틸-CoA는 또다른 아세틸-CoA 분자와 축합하여 β-하이드록시 β-메틸글루타릴-CoA(HMG-CoA)를 생성한다.                                                 |
| HMG-CoA 환원효소                   |      | HMG-CoA는 NADPH에 의해 메발론산으로 환원된다. 이 과정은 콜레스테롤 합성의 속도 제한 단계이기 때문에, HMG-CoA 환원효소는 의약품(예: 스타틴)의 표적이 된다. |
| 메발론산 키네이스                  |      | 메발론산은 5번 탄소의 하이드록시기에서 인산화되어 5-포스포메발론산(메발론산 5-인산이라고도 함)을 생성한다.                                                |
| 메발론산-3-키네이스                |      | 메발론산은 3번 탄소의 하이드록시기에서 인산화되어 메발론산 3-인산을 생성한다.                                                                             |
| 메발론산-3-인산-5-키네이스         |      | 메발론산 3-인산은 5번 탄소의 하이드록시기에서 인산화되어 메발론산 3,5-이중인산을 생성한다.                                                                |
| 포스포메발론산 키네이스            |      | 5-포스포메발론산이 인산화되어 5-피로포스포메발론산을 생성한다.                                                                                            |
| 피로포스포메발론산 탈카복실화효소  |      | 5-피로포스포메발론산은 탈카복실화되어 아이소펜테닐 피로인산(IPP)을 생성한다.                                                                              |
| 아이소펜테닐 피로인산 이성질화효소 |      | 아이소펜테닐 피로인산(IPP)은 다이메틸알릴 피로인산(DMAPP)으로 이성질화된다.                                                                               |

## 같이 보기
- 타락사스테롤